# Wapen van Nieuwerkerk (Duiveland)

Wapen van Nieuwerkerk per 1889

Wapen van Nieuwerkerk per 1889, volgens de beschrijving

Wapen van Nieuwerkerk per 1817

Het wapen van Nieuwerkerk kent twee versies. De eerste versie werd op 31 juli 1817 bevestigd door de Hoge Raad van Adel aan de Zeeuwse gemeente Nieuwerkerk. Op 11 december 1889 werd het tweede wapen officieel verleend, omdat de gemeente in 1817 de leges niet had betaald. Per 1961 ging Nieuwerkerk op in de gemeente Duiveland en is sinds 1997 onderdeel van gemeente Schouwen-Duiveland. Het wapen van Nieuwerkerk is daardoor definitief komen te vervallen als gemeentewapen. De geren uit het wapen van Nieuwerkerk is gebruikt bij het samenstellen van het wapen van Duiveland. Hoewel de schildhoofden van beide wapens identiek zijn, is deze officieel ontleend aan het wapen van Ouwerkerk. De geren zijn terug te vinden in het schildhoofd van het wapen van Schouwen-Duiveland.

## Blazoenering
De blazoenering van het wapen luidde per 31 juli 1817 bij het register van de Hoge Raad van Adel als volgt:
En fasce gegeerd van sabel en zilver van 8 stukken, waarvan de punten tot aan de schildranden doorlopen, met schildhoofd van goud.
De blazoenering van het wapen luidde per 11 december 1889 als volgt:
En fasce gegeerd van sabel en zilver van 8 stukken, waarvan de punten tot aan de schildranden doorlopen, met schildhoofd van goud. Het schild omgeven door het randschrift GEMEENTEBESTUUR VAN NIEUWERKERK.
De heraldische kleuren zijn zilver (wit), sabel (zwart) en goud (goud of geel). In het register wordt bij de tweede versie wel het randschrift genoemd, maar is deze niet te zien op de afbeelding.
Verder lijkt het erop dat de data in de databank van de Hoge Raad van Adel verwisseld en foutief is. Allereerst rept de gemeentesite van Schouwen-Duiveland van een laatste versie van doorlopende geren. Het vermoeden van verwisseling wordt gestaafd door het feit dat in het wapen van Duiveland de geren doorlopen terwijl genoemd werd dat dit overgenomen was van het gemeentewapen van Nieuwerkerk. In het register van de Hoge Raad van Adel zijn de betreffende jaren verwisseld. Daarnaast komt de blazoenering van de versie van 1817 niet overeen met de betreffende afbeelding in het register. Op de afbeelding lopen de punten niet door tot aan de schildrand.

## Verklaring
Het gemeentewapen werd al sinds de 17e eeuw gevoerd als heerlijkheidswapen en is een variant van het wapen van het voormalige eiland Duiveland. De Nieuwe Cronyk van Zeeland van M. Smallegange, eind 17e eeuw, vermeldt het wapen. Er was toen ook al de variant bekend waarbij de geren tot aan de schildrand doorlopen.

## Verwante wapens

Wapen van Ouwerkerk
Wapen van Duiveland
Wapen van Schouwen-Duiveland

Aagtekerke
· Aardenburg
· Arnemuiden
· Axel
· Baarland
· Bath
· Biervliet
· Biggekerke
· Bloois
· Bommenede
· Borssele
· Boschkapelle
· Botland
· Breskens
· Brigdamme
· Brijdorpe
· Brouwershaven
· Bruinisse
· Burgh
· Buttinge
· Cadzand
· Clinge
· Colijnsplaat
· Domburg
· Dreischor
· Driewegen
· Duiveland
· Duivendijke
· Elkerzee
· Ellemeet
· Ellewoutsdijk
· Eversdijk
· Gapinge
· Graauw en Langendam
· 's-Gravenpolder
· Grijpskerke
· Groede
· Haamstede
· 's-Heer Abtskerke
· 's-Heer Arendskerke
· 's-Heer Hendrikskinderen
· 's-Heerenhoek
· Heille
· Heinkenszand
· Hengstdijk
· Hoedekenskerke
· Hoek
· Hontenisse
· Hoofdplaat
· Hoogelande
· IJzendijke
· Kapelle
· Kats
· Kattendijke
· Kerkwerve
· Klaaskinderkerke
· Kleverskerke
· Kloetinge
· Koewacht
· Kortgene
· Koudekerke
· Krabbendijke
· Kruiningen
· Looperskapelle
· Maire
· Mariekerke
· Meliskerke
· Middenschouwen
· Nieuw- en Sint Joosland
· Nieuwerkerk
· Nieuwerkerke
· Nieuwlande
· Nieuwvliet
· Nisse
· Noordgouwe
· Noordwelle
· Oostburg
· Oosterland
· Oostkapelle
· Oost-Souburg
· Oost- en West-Souburg
· Ossenisse
· Oud-Vossemeer
· Oudelande
· Ouwerkerk
· Overslag
· Ovezande
· Philippine
· Poortvliet
· Renesse
· Rengerskerke en Zuidland
· Retranchement
· Rilland
· Rilland-Bath
· Ritthem
· Sas van Gent
· Scherpenisse
· Schoondijke
· Schore
· Serooskerke (Schouwen-Duiveland)
· Serooskerke (Veere)
· Sinoutskerke en Baarsdorp
· Sint Anna ter Muiden
· Sint-Annaland
· Sint Jansteen
· Sint Kruis
· Sint Laurens
· Sint-Maartensdijk
· Sint Philipsland
· Sirjansland
· Sluis
· Sluis-Aardenburg
· Stavenisse
· Stoppeldijk
· Valkenisse (Walcheren)
· Valkenisse (Zuid-Beveland)
· Vogelwaarde
· Vrouwenpolder
· Waarde
· Waterlandkerkje
· Wemeldinge
· West-Souburg
· Westdorpe
· Westenschouwen
· Westerschouwen
· Westkapelle
· Westkapelle-Buiten en Sirpoppekerke
· Westkerke
· Wissekerke
· Wissenkerke
· Wolphaartsdijk
· Yerseke
· Zaamslag
· Zierikzee
· Zonnemaire
· Zoutelande
· Zuiddorpe
· Zuidzande
· Zwake

Dorpswapens: Geersdijk
· Hansweert
· Kamperland